# Вадим Логинов
Вадим Петрович Логинов (рус. Вадим Петрович Логинов; Невјанск, 19. јун 1927 — Невјанск, 16. децембар 2016) био је совјетски руски дипломата високог ранга. Био је последњи амбасадор Совјетског Савеза у СФРЈ у периоду 1988—1991. године. Пре тога је десетак година био конзул Совјетског Савеза у САД и активни учесник политике детанта у време амбасадора Добрињина А. Током наилазеће кризе и пропасти социјалистичког система, улагао је изванредне напоре на одржавању и развоју економских, политичких и културних односа између Совјетског Савеза и СФРЈ, а посебно са сваком републиком СФРЈ и њеним народима. Улагао је ванредне напоре на развоју веза и са Македонијом и више пута долазио службено у Р. Македонију.